# Ratusz w Olsztynku
Ratusz w Olsztynku – budynek siedziby władz miejskich Olsztynka zajmujący południowo-zachodnią pierzeję Rynku.

## Historia i architektura
Obecna budowla została wybudowana na początku XX wieku na fundamentach starej budowli. Jest to eklektyczny, dwukondygnacyjny budynek, zbudowany na rzucie prostokąta, nakryty czterospadowym dachem z czerwonej dachówki. Ściany zakończone są wydatnym gzymsem koronującym. Na środku kalenicy znajduje się niewielka wieżyczka, dołem kwadratowa z tarczą zegarową, wyżej ośmioboczna otoczona balustradą. Wieżyczka zakończona jest ostrosłupowym hełmem. Obecnie siedziba władz miejskich.